# 小行星8562
小行星8562（英語：8562）是一颗围绕太阳公转的小行星。1995年9月28日，北京天文台施密特CCD小行星计划在兴隆发现了此天体。
这颗小行星的绝对星等为315.3264536629898等。